# Coleophora obtusella
Coleophora obtusella é uma espécie de mariposa do gênero Coleophora pertencente à família Coleophoridae.